# Lažany (Blanskói járás)
Lažany település Csehországban, a Blanskói járásban. Lažany Újezd u Černé Hory, Milonice, Lipůvka és Malhostovice településekkel határos. Lakosainak száma 453 fő (2024. január 1.).

## Népesség
A település lakosságának változását az alábbi diagram mutatja:
| Lakosok száma | 278  | 291  | 414  | 342  | 350  | 346  | 405  | 410  | 417  | 453  |
|               | 1869 | 1890 | 1921 | 1950 | 1980 | 2001 | 2017 | 2019 | 2022 | 2024 |